# Еритреја на Светском првенству у атлетици на отвореном 2017.
Еритреја је учествовала на Светском првенству у атлетици на отвореном 2017. одржаном у Лондону од 4. до 13. августа једанаести пут. Репрезентацију Еритреје представљало 8 такмичара који су се такмичили у 4  дисциплине.,
На овом првенству такмичари Еритреје нису освојили ниједну медаљу. У табели успешности према броју и пласману такмичара који су учествовали у финалним такмичењима (првих 8 такмичара) Еритреја је са 2 учесника у финалу делила 53. место са 4 бода.
| Плас. | Земља    | 1. место | 2. место | 3. место | 4. место | 5. место | 6. место | 7. место | 8. место | Бр. финал. | Бод. |
| ----- | -------- | -------- | -------- | -------- | -------- | -------- | -------- | -------- | -------- | ---------- | ---- |
| =53.  | Еритреја | 0        | 0        | 0        | 0        | 0        | 0        | 2        | 0        | 2          | 4    |

## Учесници
Мушкарци:
- Арон Кифле — 5.000 м, 10.000 м
- Awet Habte — 5.000 м
- Хискел Тевелде — 10.000 м
- Nguse Amsolom — 10.000 м
- Јоханес Гебрегергис — Маратон
- Ghebrezgiabhier Kibrom — Маратон
- Амануел Месел — Маратон
- Теклемариам Медин — 3.000 м препреке

## Резултати

### Мушкарци
| Атлетичар              | Дисциплина       | Лични рекорд | Квалификације     | Квалификације     | Финале               | Финале       | Детаљи |
| Атлетичар              | Дисциплина       | Лични рекорд | Резултат          | Место             | Резултат             | Место        | Детаљи |
| ---------------------- | ---------------- | ------------ | ----------------- | ----------------- | -------------------- | ------------ | ------ |
| Awet Habte             | 5.000 м          | 13:16,09     | 13:27,70 кв       | 10. у гр. 2       | 13:58,68             | 14 / 39 (42) |        |
| Арон Кифле             | 5.000 м          | 13:13,31     | 13:30,36 КВ       | 5. у гр. 1        | 13:36,91             | 18 / 39 (42) |        |
| Арон Кифле             | 10.000 м         | 27:26,20     |                   |                   | 27:09,92 ЛР          | 11 / 22 (24) |        |
| Nguse Amsolom          | 10.000 м         | 27:28,10     | Није завршио трку | Није завршио трку |                      |              |        |
| Хискел Тевелде         | 10.000 м         | 27:16,69     | 27:49,62 ЛРС      | 19 / 23 (27)      |                      |              |        |
| Јоханес Гебрегергис    | Маратон          | 2:08:14      | 2:12:07           | 7 / 71 (100)      |                      |              |        |
| Ghebrezgiabhier Kibrom | Маратон          | 2:09:36      | 2:21:22           | 41 / 71 (100)     |                      |              |        |
| Амануел Месел          | Маратон          | 2:08:17      | Није завршио трку | Није завршио трку |                      |              |        |
| Јемане Хаилеселасије   | 3.000 м препреке | 8:11,22      | 8:35,73           | 9. у гр. 2        | Није се квалификовао | 28 / 44 (45) |        |